# Каковин, Александр Сергеевич
Александр Сергеевич Каковин (15 августа 1910, Харьков) — советский шахматный композитор; мастер спорта СССР по шахматной композиции (1968). Патентовед. С 1936 опубликовал около 400 шахматных композиций (свыше половины — этюды). На конкурсах удостоен 120 отличий, в том числе 40 призов (13 первых). Финалист 4 личных чемпионатов СССР, в 6-м чемпионате (1962) — 6-е место по этюдам.

## Этюды
|   | a | b | c | d | e | f | g | h |   |
| - | --- | --- | --- | --- | --- | --- | --- | --- | - |
| 8 | a6 белая пешка · b4 чёрный слон · d3 чёрный король · b1 чёрный слон · f1 белый конь · h1 белый король | a6 белая пешка · b4 чёрный слон · d3 чёрный король · b1 чёрный слон · f1 белый конь · h1 белый король | a6 белая пешка · b4 чёрный слон · d3 чёрный король · b1 чёрный слон · f1 белый конь · h1 белый король | a6 белая пешка · b4 чёрный слон · d3 чёрный король · b1 чёрный слон · f1 белый конь · h1 белый король | a6 белая пешка · b4 чёрный слон · d3 чёрный король · b1 чёрный слон · f1 белый конь · h1 белый король | a6 белая пешка · b4 чёрный слон · d3 чёрный король · b1 чёрный слон · f1 белый конь · h1 белый король | a6 белая пешка · b4 чёрный слон · d3 чёрный король · b1 чёрный слон · f1 белый конь · h1 белый король | a6 белая пешка · b4 чёрный слон · d3 чёрный король · b1 чёрный слон · f1 белый конь · h1 белый король | 8 |
| 7 | a6 белая пешка · b4 чёрный слон · d3 чёрный король · b1 чёрный слон · f1 белый конь · h1 белый король | a6 белая пешка · b4 чёрный слон · d3 чёрный король · b1 чёрный слон · f1 белый конь · h1 белый король | a6 белая пешка · b4 чёрный слон · d3 чёрный король · b1 чёрный слон · f1 белый конь · h1 белый король | a6 белая пешка · b4 чёрный слон · d3 чёрный король · b1 чёрный слон · f1 белый конь · h1 белый король | a6 белая пешка · b4 чёрный слон · d3 чёрный король · b1 чёрный слон · f1 белый конь · h1 белый король | a6 белая пешка · b4 чёрный слон · d3 чёрный король · b1 чёрный слон · f1 белый конь · h1 белый король | a6 белая пешка · b4 чёрный слон · d3 чёрный король · b1 чёрный слон · f1 белый конь · h1 белый король | a6 белая пешка · b4 чёрный слон · d3 чёрный король · b1 чёрный слон · f1 белый конь · h1 белый король | 7 |
| 6 | a6 белая пешка · b4 чёрный слон · d3 чёрный король · b1 чёрный слон · f1 белый конь · h1 белый король | a6 белая пешка · b4 чёрный слон · d3 чёрный король · b1 чёрный слон · f1 белый конь · h1 белый король | a6 белая пешка · b4 чёрный слон · d3 чёрный король · b1 чёрный слон · f1 белый конь · h1 белый король | a6 белая пешка · b4 чёрный слон · d3 чёрный король · b1 чёрный слон · f1 белый конь · h1 белый король | a6 белая пешка · b4 чёрный слон · d3 чёрный король · b1 чёрный слон · f1 белый конь · h1 белый король | a6 белая пешка · b4 чёрный слон · d3 чёрный король · b1 чёрный слон · f1 белый конь · h1 белый король | a6 белая пешка · b4 чёрный слон · d3 чёрный король · b1 чёрный слон · f1 белый конь · h1 белый король | a6 белая пешка · b4 чёрный слон · d3 чёрный король · b1 чёрный слон · f1 белый конь · h1 белый король | 6 |
| 5 | a6 белая пешка · b4 чёрный слон · d3 чёрный король · b1 чёрный слон · f1 белый конь · h1 белый король | a6 белая пешка · b4 чёрный слон · d3 чёрный король · b1 чёрный слон · f1 белый конь · h1 белый король | a6 белая пешка · b4 чёрный слон · d3 чёрный король · b1 чёрный слон · f1 белый конь · h1 белый король | a6 белая пешка · b4 чёрный слон · d3 чёрный король · b1 чёрный слон · f1 белый конь · h1 белый король | a6 белая пешка · b4 чёрный слон · d3 чёрный король · b1 чёрный слон · f1 белый конь · h1 белый король | a6 белая пешка · b4 чёрный слон · d3 чёрный король · b1 чёрный слон · f1 белый конь · h1 белый король | a6 белая пешка · b4 чёрный слон · d3 чёрный король · b1 чёрный слон · f1 белый конь · h1 белый король | a6 белая пешка · b4 чёрный слон · d3 чёрный король · b1 чёрный слон · f1 белый конь · h1 белый король | 5 |
| 4 | a6 белая пешка · b4 чёрный слон · d3 чёрный король · b1 чёрный слон · f1 белый конь · h1 белый король | a6 белая пешка · b4 чёрный слон · d3 чёрный король · b1 чёрный слон · f1 белый конь · h1 белый король | a6 белая пешка · b4 чёрный слон · d3 чёрный король · b1 чёрный слон · f1 белый конь · h1 белый король | a6 белая пешка · b4 чёрный слон · d3 чёрный король · b1 чёрный слон · f1 белый конь · h1 белый король | a6 белая пешка · b4 чёрный слон · d3 чёрный король · b1 чёрный слон · f1 белый конь · h1 белый король | a6 белая пешка · b4 чёрный слон · d3 чёрный король · b1 чёрный слон · f1 белый конь · h1 белый король | a6 белая пешка · b4 чёрный слон · d3 чёрный король · b1 чёрный слон · f1 белый конь · h1 белый король | a6 белая пешка · b4 чёрный слон · d3 чёрный король · b1 чёрный слон · f1 белый конь · h1 белый король | 4 |
| 3 | a6 белая пешка · b4 чёрный слон · d3 чёрный король · b1 чёрный слон · f1 белый конь · h1 белый король | a6 белая пешка · b4 чёрный слон · d3 чёрный король · b1 чёрный слон · f1 белый конь · h1 белый король | a6 белая пешка · b4 чёрный слон · d3 чёрный король · b1 чёрный слон · f1 белый конь · h1 белый король | a6 белая пешка · b4 чёрный слон · d3 чёрный король · b1 чёрный слон · f1 белый конь · h1 белый король | a6 белая пешка · b4 чёрный слон · d3 чёрный король · b1 чёрный слон · f1 белый конь · h1 белый король | a6 белая пешка · b4 чёрный слон · d3 чёрный король · b1 чёрный слон · f1 белый конь · h1 белый король | a6 белая пешка · b4 чёрный слон · d3 чёрный король · b1 чёрный слон · f1 белый конь · h1 белый король | a6 белая пешка · b4 чёрный слон · d3 чёрный король · b1 чёрный слон · f1 белый конь · h1 белый король | 3 |
| 2 | a6 белая пешка · b4 чёрный слон · d3 чёрный король · b1 чёрный слон · f1 белый конь · h1 белый король | a6 белая пешка · b4 чёрный слон · d3 чёрный король · b1 чёрный слон · f1 белый конь · h1 белый король | a6 белая пешка · b4 чёрный слон · d3 чёрный король · b1 чёрный слон · f1 белый конь · h1 белый король | a6 белая пешка · b4 чёрный слон · d3 чёрный король · b1 чёрный слон · f1 белый конь · h1 белый король | a6 белая пешка · b4 чёрный слон · d3 чёрный король · b1 чёрный слон · f1 белый конь · h1 белый король | a6 белая пешка · b4 чёрный слон · d3 чёрный король · b1 чёрный слон · f1 белый конь · h1 белый король | a6 белая пешка · b4 чёрный слон · d3 чёрный король · b1 чёрный слон · f1 белый конь · h1 белый король | a6 белая пешка · b4 чёрный слон · d3 чёрный король · b1 чёрный слон · f1 белый конь · h1 белый король | 2 |
| 1 | a6 белая пешка · b4 чёрный слон · d3 чёрный король · b1 чёрный слон · f1 белый конь · h1 белый король | a6 белая пешка · b4 чёрный слон · d3 чёрный король · b1 чёрный слон · f1 белый конь · h1 белый король | a6 белая пешка · b4 чёрный слон · d3 чёрный король · b1 чёрный слон · f1 белый конь · h1 белый король | a6 белая пешка · b4 чёрный слон · d3 чёрный король · b1 чёрный слон · f1 белый конь · h1 белый король | a6 белая пешка · b4 чёрный слон · d3 чёрный король · b1 чёрный слон · f1 белый конь · h1 белый король | a6 белая пешка · b4 чёрный слон · d3 чёрный король · b1 чёрный слон · f1 белый конь · h1 белый король | a6 белая пешка · b4 чёрный слон · d3 чёрный король · b1 чёрный слон · f1 белый конь · h1 белый король | a6 белая пешка · b4 чёрный слон · d3 чёрный король · b1 чёрный слон · f1 белый конь · h1 белый король | 1 |
|   | a | b | c | d | e | f | g | h |   |

1.a7 Крd4 

2.Кg3 Сa2 

3.Кf5+ Крe5 

4.Ке3 Сb1 

5.Kg4+ Крd4 

6.Кf6 и чёрные не могут помешать превращению.
|   | a | b | c | d | e | f | g | h |   |
| - | --- | --- | --- | --- | --- | --- | --- | --- | - |
| 8 | b8 белая ладья · a7 чёрный король · b7 чёрная пешка · a6 чёрная пешка · b5 чёрная пешка · a4 белый конь · a3 белая пешка · b2 белый король · d2 чёрный слон | b8 белая ладья · a7 чёрный король · b7 чёрная пешка · a6 чёрная пешка · b5 чёрная пешка · a4 белый конь · a3 белая пешка · b2 белый король · d2 чёрный слон | b8 белая ладья · a7 чёрный король · b7 чёрная пешка · a6 чёрная пешка · b5 чёрная пешка · a4 белый конь · a3 белая пешка · b2 белый король · d2 чёрный слон | b8 белая ладья · a7 чёрный король · b7 чёрная пешка · a6 чёрная пешка · b5 чёрная пешка · a4 белый конь · a3 белая пешка · b2 белый король · d2 чёрный слон | b8 белая ладья · a7 чёрный король · b7 чёрная пешка · a6 чёрная пешка · b5 чёрная пешка · a4 белый конь · a3 белая пешка · b2 белый король · d2 чёрный слон | b8 белая ладья · a7 чёрный король · b7 чёрная пешка · a6 чёрная пешка · b5 чёрная пешка · a4 белый конь · a3 белая пешка · b2 белый король · d2 чёрный слон | b8 белая ладья · a7 чёрный король · b7 чёрная пешка · a6 чёрная пешка · b5 чёрная пешка · a4 белый конь · a3 белая пешка · b2 белый король · d2 чёрный слон | b8 белая ладья · a7 чёрный король · b7 чёрная пешка · a6 чёрная пешка · b5 чёрная пешка · a4 белый конь · a3 белая пешка · b2 белый король · d2 чёрный слон | 8 |
| 7 | b8 белая ладья · a7 чёрный король · b7 чёрная пешка · a6 чёрная пешка · b5 чёрная пешка · a4 белый конь · a3 белая пешка · b2 белый король · d2 чёрный слон | b8 белая ладья · a7 чёрный король · b7 чёрная пешка · a6 чёрная пешка · b5 чёрная пешка · a4 белый конь · a3 белая пешка · b2 белый король · d2 чёрный слон | b8 белая ладья · a7 чёрный король · b7 чёрная пешка · a6 чёрная пешка · b5 чёрная пешка · a4 белый конь · a3 белая пешка · b2 белый король · d2 чёрный слон | b8 белая ладья · a7 чёрный король · b7 чёрная пешка · a6 чёрная пешка · b5 чёрная пешка · a4 белый конь · a3 белая пешка · b2 белый король · d2 чёрный слон | b8 белая ладья · a7 чёрный король · b7 чёрная пешка · a6 чёрная пешка · b5 чёрная пешка · a4 белый конь · a3 белая пешка · b2 белый король · d2 чёрный слон | b8 белая ладья · a7 чёрный король · b7 чёрная пешка · a6 чёрная пешка · b5 чёрная пешка · a4 белый конь · a3 белая пешка · b2 белый король · d2 чёрный слон | b8 белая ладья · a7 чёрный король · b7 чёрная пешка · a6 чёрная пешка · b5 чёрная пешка · a4 белый конь · a3 белая пешка · b2 белый король · d2 чёрный слон | b8 белая ладья · a7 чёрный король · b7 чёрная пешка · a6 чёрная пешка · b5 чёрная пешка · a4 белый конь · a3 белая пешка · b2 белый король · d2 чёрный слон | 7 |
| 6 | b8 белая ладья · a7 чёрный король · b7 чёрная пешка · a6 чёрная пешка · b5 чёрная пешка · a4 белый конь · a3 белая пешка · b2 белый король · d2 чёрный слон | b8 белая ладья · a7 чёрный король · b7 чёрная пешка · a6 чёрная пешка · b5 чёрная пешка · a4 белый конь · a3 белая пешка · b2 белый король · d2 чёрный слон | b8 белая ладья · a7 чёрный король · b7 чёрная пешка · a6 чёрная пешка · b5 чёрная пешка · a4 белый конь · a3 белая пешка · b2 белый король · d2 чёрный слон | b8 белая ладья · a7 чёрный король · b7 чёрная пешка · a6 чёрная пешка · b5 чёрная пешка · a4 белый конь · a3 белая пешка · b2 белый король · d2 чёрный слон | b8 белая ладья · a7 чёрный король · b7 чёрная пешка · a6 чёрная пешка · b5 чёрная пешка · a4 белый конь · a3 белая пешка · b2 белый король · d2 чёрный слон | b8 белая ладья · a7 чёрный король · b7 чёрная пешка · a6 чёрная пешка · b5 чёрная пешка · a4 белый конь · a3 белая пешка · b2 белый король · d2 чёрный слон | b8 белая ладья · a7 чёрный король · b7 чёрная пешка · a6 чёрная пешка · b5 чёрная пешка · a4 белый конь · a3 белая пешка · b2 белый король · d2 чёрный слон | b8 белая ладья · a7 чёрный король · b7 чёрная пешка · a6 чёрная пешка · b5 чёрная пешка · a4 белый конь · a3 белая пешка · b2 белый король · d2 чёрный слон | 6 |
| 5 | b8 белая ладья · a7 чёрный король · b7 чёрная пешка · a6 чёрная пешка · b5 чёрная пешка · a4 белый конь · a3 белая пешка · b2 белый король · d2 чёрный слон | b8 белая ладья · a7 чёрный король · b7 чёрная пешка · a6 чёрная пешка · b5 чёрная пешка · a4 белый конь · a3 белая пешка · b2 белый король · d2 чёрный слон | b8 белая ладья · a7 чёрный король · b7 чёрная пешка · a6 чёрная пешка · b5 чёрная пешка · a4 белый конь · a3 белая пешка · b2 белый король · d2 чёрный слон | b8 белая ладья · a7 чёрный король · b7 чёрная пешка · a6 чёрная пешка · b5 чёрная пешка · a4 белый конь · a3 белая пешка · b2 белый король · d2 чёрный слон | b8 белая ладья · a7 чёрный король · b7 чёрная пешка · a6 чёрная пешка · b5 чёрная пешка · a4 белый конь · a3 белая пешка · b2 белый король · d2 чёрный слон | b8 белая ладья · a7 чёрный король · b7 чёрная пешка · a6 чёрная пешка · b5 чёрная пешка · a4 белый конь · a3 белая пешка · b2 белый король · d2 чёрный слон | b8 белая ладья · a7 чёрный король · b7 чёрная пешка · a6 чёрная пешка · b5 чёрная пешка · a4 белый конь · a3 белая пешка · b2 белый король · d2 чёрный слон | b8 белая ладья · a7 чёрный король · b7 чёрная пешка · a6 чёрная пешка · b5 чёрная пешка · a4 белый конь · a3 белая пешка · b2 белый король · d2 чёрный слон | 5 |
| 4 | b8 белая ладья · a7 чёрный король · b7 чёрная пешка · a6 чёрная пешка · b5 чёрная пешка · a4 белый конь · a3 белая пешка · b2 белый король · d2 чёрный слон | b8 белая ладья · a7 чёрный король · b7 чёрная пешка · a6 чёрная пешка · b5 чёрная пешка · a4 белый конь · a3 белая пешка · b2 белый король · d2 чёрный слон | b8 белая ладья · a7 чёрный король · b7 чёрная пешка · a6 чёрная пешка · b5 чёрная пешка · a4 белый конь · a3 белая пешка · b2 белый король · d2 чёрный слон | b8 белая ладья · a7 чёрный король · b7 чёрная пешка · a6 чёрная пешка · b5 чёрная пешка · a4 белый конь · a3 белая пешка · b2 белый король · d2 чёрный слон | b8 белая ладья · a7 чёрный король · b7 чёрная пешка · a6 чёрная пешка · b5 чёрная пешка · a4 белый конь · a3 белая пешка · b2 белый король · d2 чёрный слон | b8 белая ладья · a7 чёрный король · b7 чёрная пешка · a6 чёрная пешка · b5 чёрная пешка · a4 белый конь · a3 белая пешка · b2 белый король · d2 чёрный слон | b8 белая ладья · a7 чёрный король · b7 чёрная пешка · a6 чёрная пешка · b5 чёрная пешка · a4 белый конь · a3 белая пешка · b2 белый король · d2 чёрный слон | b8 белая ладья · a7 чёрный король · b7 чёрная пешка · a6 чёрная пешка · b5 чёрная пешка · a4 белый конь · a3 белая пешка · b2 белый король · d2 чёрный слон | 4 |
| 3 | b8 белая ладья · a7 чёрный король · b7 чёрная пешка · a6 чёрная пешка · b5 чёрная пешка · a4 белый конь · a3 белая пешка · b2 белый король · d2 чёрный слон | b8 белая ладья · a7 чёрный король · b7 чёрная пешка · a6 чёрная пешка · b5 чёрная пешка · a4 белый конь · a3 белая пешка · b2 белый король · d2 чёрный слон | b8 белая ладья · a7 чёрный король · b7 чёрная пешка · a6 чёрная пешка · b5 чёрная пешка · a4 белый конь · a3 белая пешка · b2 белый король · d2 чёрный слон | b8 белая ладья · a7 чёрный король · b7 чёрная пешка · a6 чёрная пешка · b5 чёрная пешка · a4 белый конь · a3 белая пешка · b2 белый король · d2 чёрный слон | b8 белая ладья · a7 чёрный король · b7 чёрная пешка · a6 чёрная пешка · b5 чёрная пешка · a4 белый конь · a3 белая пешка · b2 белый король · d2 чёрный слон | b8 белая ладья · a7 чёрный король · b7 чёрная пешка · a6 чёрная пешка · b5 чёрная пешка · a4 белый конь · a3 белая пешка · b2 белый король · d2 чёрный слон | b8 белая ладья · a7 чёрный король · b7 чёрная пешка · a6 чёрная пешка · b5 чёрная пешка · a4 белый конь · a3 белая пешка · b2 белый король · d2 чёрный слон | b8 белая ладья · a7 чёрный король · b7 чёрная пешка · a6 чёрная пешка · b5 чёрная пешка · a4 белый конь · a3 белая пешка · b2 белый король · d2 чёрный слон | 3 |
| 2 | b8 белая ладья · a7 чёрный король · b7 чёрная пешка · a6 чёрная пешка · b5 чёрная пешка · a4 белый конь · a3 белая пешка · b2 белый король · d2 чёрный слон | b8 белая ладья · a7 чёрный король · b7 чёрная пешка · a6 чёрная пешка · b5 чёрная пешка · a4 белый конь · a3 белая пешка · b2 белый король · d2 чёрный слон | b8 белая ладья · a7 чёрный король · b7 чёрная пешка · a6 чёрная пешка · b5 чёрная пешка · a4 белый конь · a3 белая пешка · b2 белый король · d2 чёрный слон | b8 белая ладья · a7 чёрный король · b7 чёрная пешка · a6 чёрная пешка · b5 чёрная пешка · a4 белый конь · a3 белая пешка · b2 белый король · d2 чёрный слон | b8 белая ладья · a7 чёрный король · b7 чёрная пешка · a6 чёрная пешка · b5 чёрная пешка · a4 белый конь · a3 белая пешка · b2 белый король · d2 чёрный слон | b8 белая ладья · a7 чёрный король · b7 чёрная пешка · a6 чёрная пешка · b5 чёрная пешка · a4 белый конь · a3 белая пешка · b2 белый король · d2 чёрный слон | b8 белая ладья · a7 чёрный король · b7 чёрная пешка · a6 чёрная пешка · b5 чёрная пешка · a4 белый конь · a3 белая пешка · b2 белый король · d2 чёрный слон | b8 белая ладья · a7 чёрный король · b7 чёрная пешка · a6 чёрная пешка · b5 чёрная пешка · a4 белый конь · a3 белая пешка · b2 белый король · d2 чёрный слон | 2 |
| 1 | b8 белая ладья · a7 чёрный король · b7 чёрная пешка · a6 чёрная пешка · b5 чёрная пешка · a4 белый конь · a3 белая пешка · b2 белый король · d2 чёрный слон | b8 белая ладья · a7 чёрный король · b7 чёрная пешка · a6 чёрная пешка · b5 чёрная пешка · a4 белый конь · a3 белая пешка · b2 белый король · d2 чёрный слон | b8 белая ладья · a7 чёрный король · b7 чёрная пешка · a6 чёрная пешка · b5 чёрная пешка · a4 белый конь · a3 белая пешка · b2 белый король · d2 чёрный слон | b8 белая ладья · a7 чёрный король · b7 чёрная пешка · a6 чёрная пешка · b5 чёрная пешка · a4 белый конь · a3 белая пешка · b2 белый король · d2 чёрный слон | b8 белая ладья · a7 чёрный король · b7 чёрная пешка · a6 чёрная пешка · b5 чёрная пешка · a4 белый конь · a3 белая пешка · b2 белый король · d2 чёрный слон | b8 белая ладья · a7 чёрный король · b7 чёрная пешка · a6 чёрная пешка · b5 чёрная пешка · a4 белый конь · a3 белая пешка · b2 белый король · d2 чёрный слон | b8 белая ладья · a7 чёрный король · b7 чёрная пешка · a6 чёрная пешка · b5 чёрная пешка · a4 белый конь · a3 белая пешка · b2 белый король · d2 чёрный слон | b8 белая ладья · a7 чёрный король · b7 чёрная пешка · a6 чёрная пешка · b5 чёрная пешка · a4 белый конь · a3 белая пешка · b2 белый король · d2 чёрный слон | 1 |
|   | a | b | c | d | e | f | g | h |   |

1.Лd8 Сa5 

2.Лd5 ba! 

3.Л:a5 b5 

4.Крc3 Крb7! 

5.Крd4 Крb6 

6.Крd5 Кр:a5 

7.Крc5! b4 

8.ab#

## Книги
- Шахматные композиции в Донбассе, Донецк, 1969 (соавтор).